# 下前津町
下前津町（しもまえづちょう）は、愛知県名古屋市中区の地名。

## 歴史

### 沿革
- 1878年（明治11年）12月20日 - 上前津町の一部により、名古屋区下前津町として成立[1]。
- 1889年（明治22年）10月1日 - 名古屋市成立に伴い、同市下前津町となる[4]。
- 1908年（明治41年）4月1日 - 中区成立に伴い、同区下前津町となる[1]。
- 1974年（昭和49年）5月11日 - 住居表示実施に伴い、大井町・橘一丁目および同二丁目・富士見町の各一部に編入され消滅[1]。